# Varšavska konfederacija
Varšavska konfederacija, ki jo je 28. januarja 1573 v Varšavi podpisal poljski Državni zbor (Sejm konwokacyjny), je bila ena od prvih evropskih listin, ki je podeljevala verske svoboščine. Listina je bila pomemben razvojni korak v zgodovini Poljske in Litve, ker je versko svobodo razširila na plemstvo in svobodnjake v celi poljsko-litovski Republiki obeh narodov in velja za formalni začetek verske svobode v skupni državi. Listina ni v celoti preprečila vseh konfliktov zaradi vere, je pa državo naredila veliko varnejšo in strpnejšo od  večine tedanje Evrope, zlasti med kasnejšo tridesetletno vojno.

## Zgodovina
Verska strpnost na Poljskem je imela dolgo tradicijo (npr. Kališki statut) in je bila de facto politika v času vladavine nedavno preminulega kralja Sigismunda II. Določila, ki jih je podpisala konfederacija, so samo uradno potrdili starejše običaje. V tem smislu jih lahko štejemo bodisi za začetek bodisi za vrhunec poljske verske strpnosti.
Po smrti zadnjega kralja iz Jagelonske dinastije se je poljsko in litovsko plemstvo (šlahta) zbralo v Varšavi, da bi preprečilo delovanje  separatistov in obdržalo obstoječ pravni red. Da bi se to uresničilo, bi morali državljani brezpogojno spoštovati sklepe vlade. Varšavska  konfederacija je bila hkrati tudi prepričljiva   izjava, da sta obe državi še vedno tesno povezani.
Januarja so plemiči podpisali listino, v kateri so si predstavniki vseh večjih ver  obljubili medsebojno podporo in strpnost. Varšavska konfederacija je zelo pripomogla k stabilnosti nastajajočega novega političnega sistema. Verska strpnost je bila pomemben dejavnik v večetnični in večverski državi, saj so bila na ozemlju skupne države naseljeni različni narodi (Poljaki, Litovci, Rusini, Nemci in Judje) z različnimi veroizpovedmi (katoličani, protestanti, pravoslavci, Judje in celo muslimani). Kardinal  Hozjusz je ob tem izjavil, da je "država postala zatočišče heretikov", saj je postala kraj, kamor se se pred preganjanjem zatekle najbolj radikalne verske sekte iz drugih držav krščanskega sveta.
Listine ni vsilila vlada in ni bila posledica vojne, temveč rezultat ukrepanja članov poljsko-litovske družbe. Nanjo je vplival tudi francoski pokol hugenotov v Šentjernejski noči, zaradi katerega je poljsko-litovsko plemstvo sprevidelo, da takšnega dejanja na Poljskem ne sme nikoli izvesti noben vladar.
V pripravo listine so bili najbolj vključeni vodja eksekutističnega gibanja Mikołaj Sienicki ter Jan Firlej in Jan Zborowski. Njihovim naporom so najbolj nasprotovali dostojenstveniki rimskokatoliške cerkve. Edini katoliški škof, ki je listino podpisal, je bil  Frančišek Krasiński. Simon Starowolski je trdil, da "pod grožnjo meča". Kasnejše pravne akte, ki so vsebovali člene iz Varšavske konfederacije, so katoliški škofje popisovali s klavzulo  "excepto articulo confoederationis", se pravi "razen členov konfederacije". Škof Wawrzyniec Goślicki je bil izobčen, ker je leta 1587 podpisal listine Sejma.
Členi Varšavske konfederacije so bili kasneje vključeni v Henrikove člene in so poleg pacta conventa postali del poljske ustave.

## Pomen
V poznem 16. stoletju je Poljska  stala med pravoslavno Moskovijo na vzhodu, muslimanskim Osmanskim cesarstvom na jugu in zahodno Evropo, razpeto med reformacijo in protireformacijo, na severu in zahodu. Zaradi svoje verske strpnosti je bilo dobrodošlo zatočišče za tiste, ki so jih drugje preganjali zaradi vere. Po besedah kardinala Stanislausa Hosiusa je postala "zavetišče za heretike". Konfederacija je uzakonila že obstoječe nenapisane običaje verske strpnosti.
Vprašanje, ali je bila verska svoboda namenjena samo plemstvu ali tudi kmetom in drugim, je še vedno predmet razprav. Večina zgodovinarjev je naklonjena razlagi, da tudi njim.
Leta 2003 je bilo besedilo Varšavske konfederacije vključeno v Register svetovnega spomina.

## Vira
- PWN Encyclopedia entry (poljsko)
- UNESCO: The General Confederation of Warsaw